# Nick Mason's Saucerful of Secrets Tour 2018–2021
Nick Mason's Saucerful of Secrets Tour 2018–2021 je turné britské rockové skupiny Nick Mason's Saucerful of Secrets, které probíhá od května 2018. Je zaměřené na písně Masonovy skupiny Pink Floyd z jejího raného období konce 60. let 20. století.

## Obsazení
- Gary Kemp – kytara, zpěv
- Lee Harris – kytara, doprovodný zpěv
- Guy Pratt – baskytara, zpěv
- Dom Beken – klávesy
- Nick Mason – bicí, gong

Host na koncertě 18. dubna 2019:
- Roger Waters – zpěv v „Set the Controls for the Heart of the Sun“

## Setlist
Setlist je na koncertech téměř totožný, sestává především ze skladeb Pink Floyd z let 1967–1969. Uvedený seznam pochází z koncertů z roku 2018.
- „Interstellar Overdrive“
- „Astronomy Domine“
- „Lucifer Sam“
- „Fearless“
- „Obscured by Clouds“
- „When You're In“
- „Arnold Layne“
- „Vegetable Man“ (od září 2018)
- Medley: „If“ (výňatek) / „Atom Heart Mother“ (výňatek) / „If“ (repríza) (od září 2018)
- „The Nile Song“
- „Green Is the Colour“
- „Let There Be More Light“
- „Set the Controls for the Heart of the Sun“
- „See Emily Play“
- „Bike“
- „One of These Days“

Přídavky
- „A Saucerful of Secrets“
- „Point Me at the Sky“

## Koncerty

### Část 1: Londýnské koncerty 2018
| Datum           | Stát               | Město  | Místo         | Poznámky |
| --------------- | ------------------ | ------ | ------------- | -------- |
| 20. května 2018 | Spojené království | Londýn | Dingwalls     |          |
| 21. května 2018 | Spojené království | Londýn | The Half Moon |          |
| 24. května 2018 | Spojené království | Londýn | The Half Moon |          |
| 23. května 2018 | Spojené království | Londýn | The Half Moon |          |

### Část 2: Evropské koncerty 2018
| Datum         | Stát               | Město      | Místo                     | Poznámky |
| ------------- | ------------------ | ---------- | ------------------------- | -------- |
| 2. září 2018  | Švédsko            | Stockholm  | Cirkus                    |          |
| 3. září 2018  | Dánsko             | Kodaň      | Forum Black Box           |          |
| 4. září 2018  | Německo            | Rostock    | Moya                      |          |
| 6. září 2018  | Nizozemsko         | Amsterdam  | Royal Theatre Carré       |          |
| 8. září 2018  | Belgie             | Antverpy   | Stadsschouwburg           |          |
| 9. září 2018  | Lucembursko        | Lucemburk  | Den Atelier               |          |
| 10. září 2018 | Francie            | Paříž      | Olympia                   |          |
| 11. září 2018 | Německo            | Düsseldorf | Mitsubishi Electric Halle |          |
| 13. září 2018 | Německo            | Hamburk    | Laeiszhalle               |          |
| 15. září 2018 | Německo            | Stuttgart  | Beethovensaal             |          |
| 16. září 2018 | Německo            | Berlín     | Tempodrom                 |          |
| 17. září 2018 | Německo            | Lipsko     | Haus Auensee              |          |
| 19. září 2018 | Rakousko           | Vídeň      | Wiener Stadthalle F       |          |
| 20. září 2018 | Itálie             | Milán      | Teatro Arcimboldi         |          |
| 21. září 2018 | Švýcarsko          | Curych     | Samsung Hall              |          |
| 23. září 2018 | Spojené království | Portsmouth | Portsmouth Guildhall      |          |
| 24. září 2018 | Spojené království | Londýn     | Roundhouse                |          |
| 25. září 2018 | Spojené království | Birmingham | Birmingham Symphony Hall  |          |
| 27. září 2018 | Spojené království | Manchester | O2 Apollo Manchester      |          |
| 28. září 2018 | Spojené království | Glasgow    | SEC Armadillo             |          |
| 29. září 2018 | Spojené království | Nottingham | Royal Concert Hall        |          |

### Část 3: Severoamerické koncerty 2019
| Datum           | Stát                   | Město              | Místo                              | Poznámky |
| --------------- | ---------------------- | ------------------ | ---------------------------------- | -------- |
| 12. března 2019 | Kanada                 | Vancouver (BC)     | Queen Elizabeth Theatre            |          |
| 13. března 2019 | Spojené státy americké | Seattle (WA)       | The Paramount                      |          |
| 15. března 2019 | Spojené státy americké | San Francisco (CA) | The Masonic                        |          |
| 16. března 2019 | Spojené státy americké | Los Angeles (CA)   | The Wiltern                        |          |
| 17. března 2019 | Spojené státy americké | Los Angeles (CA)   | The Wiltern                        |          |
| 19. března 2019 | Spojené státy americké | Phoenix (AZ)       | Comerica Theatre                   |          |
| 21. března 2019 | Spojené státy americké | Denver (CO)        | Paramount Theatre                  |          |
| 24. března 2019 | Spojené státy americké | Dallas (TX)        | The Pavilion                       |          |
| 25. března 2019 | Spojené státy americké | Houston (TX)       | Jones Hall for the Performing Arts |          |
| 27. března 2019 | Spojené státy americké | Miami (FL)         | Fillmore Miami Beach               |          |
| 29. března 2019 | Spojené státy americké | Atlanta (GA)       | Tabernacle                         |          |
| 31. března 2019 | Spojené státy americké | St. Louis (MO)     | Stifel Theatre                     |          |
| 1. dubna 2019   | Spojené státy americké | Milwaukee (WI)     | The Riverside Theater              |          |
| 3. dubna 2019   | Spojené státy americké | Minneapolis (MN)   | Orpheum Theatre                    |          |
| 4. dubna 2019   | Spojené státy americké | Chicago (IL)       | The Chicago Theatre                |          |
| 5. dubna 2019   | Spojené státy americké | Indianapolis (IN)  | The Old National Centre            |          |
| 7. dubna 2019   | Spojené státy americké | Columbus (OH)      | Palace Theatre                     |          |
| 8. dubna 2019   | Spojené státy americké | Akron (OH)         | Akron Civic Theatre                |          |
| 9. dubna 2019   | Spojené státy americké | Detroit (MI)       | The Fillmore                       |          |
| 11. dubna 2019  | Spojené státy americké | Buffalo (NY)       | Shea’s Performing Arts Center      |          |
| 12. dubna 2019  | Spojené státy americké | Wallingford (CT)   | Oakdale Theatre                    |          |
| 13. dubna 2019  | Spojené státy americké | Boston (MA)        | Orpheum Theatre                    |          |
| 15. dubna 2019  | Kanada                 | Montréal (QC)      | Place des Arts                     |          |
| 16. dubna 2019  | Kanada                 | Toronto (ON)       | Sony Centre                        |          |
| 18. dubna 2019  | Spojené státy americké | New York (NY)      | Beacon Theatre                     |          |
| 19. dubna 2019  | Spojené státy americké | New York (NY)      | Beacon Theatre                     |          |
| 20. dubna 2019  | Spojené státy americké | Filadelfie (PA)    | The Met                            |          |
| 22. dubna 2019  | Spojené státy americké | Washington, D.C.   | DAR Constitution Hall              |          |

### Část 4: Britské koncerty 2019
| Datum          | Stát               | Město     | Místo                       | Poznámky |
| -------------- | ------------------ | --------- | --------------------------- | -------- |
| 29. dubna 2019 | Spojené království | Cardiff   | St David's Hall             |          |
| 30. dubna 2019 | Spojené království | Aylesbury | Aylesbury Waterside Theatre |          |
| 1. května 2019 | Spojené království | Cambridge | Cambridge Corn Exchange     |          |
| 3. května 2019 | Spojené království | Londýn    | Roundhouse                  |          |
| 4. května 2019 | Spojené království | Londýn    | Roundhouse                  |          |

### Část 5: Evropské koncerty 2019
| Datum             | Stát       | Město             | Místo                         | Poznámky |
| ----------------- | ---------- | ----------------- | ----------------------------- | -------- |
| 3. července 2019  | Německo    | Ulm               | klášter Wiblingen             |          |
| 5. července 2019  | Švýcarsko  | Augst             | Augusta Raurica               |          |
| 6. července 2019  | Francie    | Nîmes             | Arènes de Nîmes               |          |
| 8. července 2019  | Itálie     | Chieti            | Arena La Civitella            |          |
| 10. července 2019 | Malta      | Valletta          | Pjazza San Ġorġ               |          |
| 12. července 2019 | Itálie     | Taormina          | Teatro antico di Taormina     |          |
| 14. července 2019 | Itálie     | Ravenna           | Palazzo Mauro De André        |          |
| 16. července 2019 | Itálie     | Řím               | Auditorium Parco della Musica |          |
| 17. července 2019 | Itálie     | Perugia           | Arena Santa Giuliana          |          |
| 18. července 2019 | Itálie     | Brescia           | Piazza della Loggia           |          |
| 20. července 2019 | Německo    | Sankt Goarshausen | Freilichtbühne Loreley        |          |
| 21. července 2019 | Francie    | Lyon              | Théâtre antique de Lyon       |          |
| 23. července 2019 | Nizozemsko | Amsterdam         | RAI Theatre                   |          |
| 25. července 2019 | Česko      | Praha             | Lucerna                       |          |
| 27. července 2019 | Polsko     | Varšava           | Korty Legii                   |          |

### Část 6: Britské koncerty 2020
Šňůra britských koncertů v roce 2020 měla původně začínat koncem dubna a končit v polovině května 2020. Kvůli pandemii covidu-19 byla vystoupení v Anglii přesunuta na říjen 2020. Ostatní koncerty byly odloženy na květen a červen 2021.
| Datum          | Stát               | Město       | Místo                       | Poznámky                |
| -------------- | ------------------ | ----------- | --------------------------- | ----------------------- |
| 29. dubna 2020 | Irsko              | Dublin      | Convention Centre Dublin    | koncert zrušen          |
| 1. října 2020  | Spojené království | Bath        | The Forum                   | původně 12. května 2020 |
| 4. října 2020  | Spojené království | York        | Barbican Centre             | původně 1. května 2020  |
| 5. října 2020  | Spojené království | Cardiff     | St David's Hall             | původně 5. května 2020  |
| 7. října 2020  | Spojené království | Gateshead   | Sage Gateshead              | původně 14. května 2020 |
| 8. října 2020  | Spojené království | Edinburgh   | Usher Hall                  | původně 16. května 2020 |
| 9. října 2020  | Spojené království | Manchester  | O2 Apollo Manchester        | původně 15. května 2020 |
| 11. října 2020 | Spojené království | Oxford      | New Theatre Oxford          | původně 25. dubna 2020  |
| 12. října 2020 | Spojené království | Leicester   | De Montfort Hall            | původně 2. května 2020  |
| 14. října 2020 | Spojené království | Sheffield   | Sheffield City Hall         | původně 9. května 2020  |
| 15. října 2020 | Spojené království | Ipswich     | Regent Theatre              | původně 27. dubna 2020  |
| 16. října 2020 | Spojené království | Liverpool   | Liverpool Philharmonic Hall | původně 8. května 2020  |
| 18. října 2020 | Spojené království | Southampton | Mayflower Theatre           | původně 4. května 2020  |
| 19. října 2020 | Spojené království | Brighton    | Brighton Dome               | původně 24. dubna 2020  |
| 20. října 2020 | Spojené království | Londýn      | Royal Albert Hall           | původně 7. května 2020  |
| 22. října 2020 | Spojené království | Birmingham  | Symphony Hall               | původně 11. května 2020 |
| 24. října 2020 | Spojené království | Guildford   | G Live                      | původně 23. dubna 2020  |

### Část 7: Evropské koncerty 2021
Šňůra evropských koncertů v roce 2020 měla původně začínat v polovině května a končit počátkem července 2020. Kvůli pandemii covidu-19 byla vystoupení odložena na květen až červenec 2021.
| Datum            | Stát        | Město                 | Místo                              | Poznámky                                    |
| ---------------- | ----------- | --------------------- | ---------------------------------- | ------------------------------------------- |
| 19. května 2021  | Německo     | Münster               | Halle Münsterland                  | původně 30. května 2020                     |
| 21. května 2021  | Německo     | Hamburk               | Laeiszhalle                        | původně 2. června 2020                      |
| 22. května 2021  | Německo     | Berlín                | Tempodrom                          | původně 3. června 2020                      |
| 23. května 2021  | Česko       | Praha                 | Forum Karlín                       | původně 27. května 2020                     |
| 24. května 2021  | Švýcarsko   | Lucern                | Kultur- und Kongresszentrum Luzern | původně 23. května 2020                     |
| 26. května 2021  | Německo     | Norimberk             | Meistersingerhalle                 | původně 24. května 2020                     |
| 27. května 2021  | Německo     | Frankfurt nad Mohanem | Jahrhunderthalle                   | původně 28. května 2020                     |
| 28. května 2021  | Francie     | Paříž                 | Le Grand Rex                       | původně 22. května 2020                     |
| 30. května 2021  | Lucembursko | Lucemburk             | Den Atelier                        | původně 19. května 2020                     |
| 31. května 2021  | Belgie      | Brusel                | Cirque Royal                       | původně 18. května 2020                     |
| 1. června 2021   | Nizozemsko  | Eindhoven             | Muziekgebouw Frits Philips         | původně 31. května 2020                     |
| 3. června 2021   | Dánsko      | Randers               | Værket                             | původně 5. června 2020                      |
| 4. června 2021   | Německo     | Freiburg im Breisgau  | Konzerthaus Freiburg               | původně 20. května 2020                     |
| 5. června 2021   | Německo     | Bad Honnef            | Grafenwerth                        | původně 7. června 2020                      |
| 7. června 2021   | Estonsko    | Tallinn               | Alexela Kontserdimaja              | původně 10. června 2020                     |
| 8. června 2021   | Finsko      | Helsinky              | Kulttuuritalo                      | původně 12. června 2020                     |
| 10. června 2021  | Rusko       | Petrohrad             | Bolšoj koncertnyj zal Oktjabrskij  | původně 14. června 2020                     |
| 11. června 2021  | Rusko       | Moskva                | Státní kremelský palác             | původně 15. června 2020 v Krokus-Citi-choll |
| 14. června 2021  | Polsko      | Lodž                  | Klub Wytwórnia                     |                                             |
| 16. června 2021  | Rumunsko    | Bukurešť              | Arenele Romane                     | původně 19. června 2020                     |
| 18. června 2021  | Bulharsko   | Sofie                 | Nacionalen dvorec na kulturata     | původně 20. června 2020                     |
| 19. června 2021  | Srbsko      | Bělehrad              | Sava centar                        | původně 21. června 2020                     |
| 22. června 2021  | Maďarsko    | Budapešť              | Budapest Park                      | původně 22. června 2020                     |
| 23. června 2021  | Chorvatsko  | Záhřeb                | Jarun                              | původně 24. června 2020                     |
| 24. června 2021  | Rakousko    | Vídeň                 | Gasometer                          | původně 26. května 2020                     |
| 26. června 2021  | Itálie      | Lucca                 | Piazza Napoleone                   | původně 26. června 2020                     |
| 27. června 2021  | Itálie      | Turín                 | Palazzina di caccia                | původně 25. června 2020                     |
| 28. června 2021  | Francie     | Sète                  | Prom. Maréchal Leclerc             | původně 30. června 2020                     |
| 30. června 2021  | Španělsko   | Barcelona             | BARTS                              | původně 1. července 2020                    |
| 1. července 2021 | Španělsko   | Madrid                | Palacio Municipal de Congresos     | původně 2. července 2020                    |
| 3. července 2021 | Portugalsko | Porto                 | Super Bock Arena                   |                                             |
| 4. července 2021 | Portugalsko | Lisabon               | Praça de Touros do Campo Pequeno   |                                             |
| bude oznámeno    | Švýcarsko   | Pratteln              | Z7                                 | původně 28. června 2020                     |